# Odontoponera
Odontoponera cuenta con dos especies y dos subespecies restringidas al Sudeste Asiático, donde es una de las hormigas más comúnmente observadas. Una colonia ocupa varios nidos distintos conectados por túneles subterráneos con numerosas entradas, un sorprendente paralelismo con la polidomía del Paltothyreus tarsatus africano .
Schmidt y Shattuck (2014) - Las obreras de Odontoponera se diferencian fácilmente de otras ponerinaes por su margen clipeal anterior denticulado, márgenes pronotales dentados, escama peciolar denticulada-emarginada y un pequeño diente ventral en el ápice del hipopigio, todos ellos autapomorfos dentro de Ponerinae. La marcada escultura estriada de Odontoponera también es característica, aunque Diacamma , Ectomomyrmex y Paltothyreus también la presentan (estos géneros carecen de los otros caracteres diagnósticos de Odontoponera ).

## biologia
Schmidt y Shattuck (2014) - Prácticamente no se sabe nada sobre el comportamiento social de Odontoponera , pero el género ha recibido cierta atención de los ecólogos debido a su abundancia. Por ejemplo, Wheeler y Chapman (1925) notaron la abundancia de Odontoponera en un sitio en Filipinas, y era común en una selva tropical de Borneo (Berghoff et al., 2003), fue una de las hormigas dominantes en un estudio en Vietnam (Eguchi et al., 2004), fue la hormiga dominante que anida en el suelo en un estudio en Tailandia (Sitthicharoenchai y Chantarasawat, 2006), fue una de las hormigas más abundantes en un bosque en el sur de China (Zhou et al., 2007), y uno de nosotros (CAS) la observó con frecuencia en una selva tropical en Malasia peninsular. Levy (1996) reportó una densidad de 3000 entradas de nidos por hectárea en una selva tropical de Borneo. Las colonias tienen más de 100 trabajadores y los nidos subterráneos polidomos están conectados por túneles interconectados (Berghoff et al., 2003).
Las obreras de Odontoponera son recolectoras predominantemente epigeas y son depredadoras y carroñeras generalistas (Levy, 1996; Hashimoto et al., 1997; Berghoff et al., 2003; Pfeiffer et al., 2006; Zhou et al., 2007). Wheeler y Chapman (1925) observaron que, en Filipinas, Odontoponera "tiene especial afición por las termitas y se la ve a menudo asaltando sus colonias". Sorprendentemente, Berghoff et al. (2003) observaron que las obreras de Odontoponera son eficaces protegiendo las entradas de sus nidos de las hormigas guerreras Dorylus merodeadoras y que, de hecho, las obreras de Odontoponera se alimentan de Dorylus . Las hormigas y las termitas constituyeron casi la mitad del alimento recolectado por las obreras de Odontoponera transversa en el estudio de Levy (1996). Las obreras sólo buscan alimento a un metro aproximadamente de las entradas de los nidos (Eguchi et al., 2004).
Morgan et al. (1999, 2003) estudiaron las secreciones de las glándulas mandibulares y abdominales de Odontoponera , y Leluk et al. (1989) examinaron la composición proteica del veneno de Odontoponera .

## Castas

### historia taxonomica
- Odontoponera en Ponerinae: Mayr, 1862: 713 [Poneridae]; Mayr, 1865: 12 [Poneridae]; Dalla Torre, 1893: 30 [Ponerinae]; Emery, 1896e: 177 [Ponerinae].
- Odontoponera en Pachycondylinae, Pachycondylini: Ashmead, 1905b: 382.
- Odontoponera en Ponerinae, Ponerini: Emery, 1895j: 767; Forel, 1900d: 314; Wheeler, WM 1910g: 135; Emery, 1911d: 60 [subtribu Pachycondylini]; Forel, 1917: 237 [subtribu Pachycondylini]; Wheeler, WM 1922a: 646; autores posteriores; Bolton, 1995b: 40; Bolton, 2003: 44, 165; en Ponerini, grupo de género Odontomachus : Schmidt, CA y Shattuck, 2014: 119.
- Odontoponera como género: todos los autores.
- Distribución: Malesia, Oriental.
- Referencias de Odontoponera :
- Catálogos mundiales: Mayr, 1863: 437; Roger, 1863b: 18; Dalla Torre, 1893: 30; Emery, 1911d: 60; Bolton, 1995b: 298.
- Catálogos regionales y nacionales: Chapman & Capco, 1951: 67 (Asia).
- Diagnósticos del género: Mayr, 1865: 12; Mayr, 1867a: 82; Bingham, 1903: 72; Emery, 1911d: 60; Eguchi, et al . 2014: 37; Schmidt, CA y Shattuck, 2014: 119.
- Claves mundiales y regionales para todas las especies:
- MUNDO: Creighton, 1929: 151 (taxones infraespecíficos).
- Otros: Yamane, 2009: 1 (revisión); Schmidt, CA & Shattuck, 2014: 121 (lista de verificación).

obrera:
de tamaño mediano (LT 9–12 mm; Bingham, 1903) con los caracteres estándar de Ponerini. Mandíbulas cortas, triangulares y masivas, con un surco basal. Clípeo con un margen anterior denticulado. Ojos bastante pequeños, situados anteriormente a la línea media de la cabeza, con una quilla preocular sutil (a menudo difícil de distinguir de la escultura estriada de la cabeza). Pronoto con una espina corta en cada esquina anterodorsal. Surco metanotal muy superficialmente impreso o reducido a una sutura simple. Propodeo estrechado dorsalmente, los márgenes posteriores con crestas denticuladas superficiales. Espiráculo propodeal ovoideo. Fórmula del espolón metatibial (1s, 1p). Pecíolo escamiforme, con un margen dorsal denticulado y emarginado afilado. Gáster con solo una constricción de cintura débil entre pre y postscleritas de A4. Estridulito presente en el pretergito de A4. Cabeza y mesosoma profundamente estriados, el gáster apenas punteado. Cabeza y cuerpo con pilosidad dispersa y pubescencia leve. Color ferruginoso a negro.
reina:Similar a la obrera pero más grande (LT 11–13 mm; Bingham, 1903) y alada.
masculino:Véase la descripción en Smith (1858).
larva:Descrito por Wheeler y Wheeler (1952).

## referencias
- Ashmead, WH 1905c. Esqueleto de una nueva clasificación de las familias, subfamilias, tribus y géneros de las hormigas, o la superfamilia Formicoidea. Can. Entomol. 37: 381-384 (pág. 382, Odontoponera en Pachycondylinae, Pachycondylini)
- Berghoff, SM, Maschwitz, U. y Linsenmair, KE 2003. Influencia de la hormiga guerrera hipogea Dorylus (Dichthadia) laevigatus en las comunidades de artrópodos tropicales. Oecologia 135: 149–157.
- Bolton, B. 2003. Sinopsis y clasificación de los formícidos. Mem. Am. Entomol. Inst. 71: 370 pp. (pág. 165, Odontoponera en Ponerinae, Ponerini)
- Cantone S. 2018. Hormigas Aladas, La Reina. Clave dicotómica de géneros de hormigas hembra aladas en el mundo. Las Alas de las Hormigas: Relaciones morfológicas y sistemáticas (autopublicación).
- Dalla Torre, KW von. 1893. Catalogus Hymenopterorum hucusque descriptorum sistemático y sinónimo. vol. 7. Formicidae (Heterogyna). Leipzig: W. Engelmann, 289 págs. (página 30, Odontoponera in Ponerinae)
- Esmeril, C. 1895l. Die Gattung Dorylus fabuloso. und die systematische Eintheilung der Formiciden. Zoológico. Jahrb. Abt. Sistema. Geogr. Biol. Tiere 8: 685-778 (página 767, Odontoponera in Ponerinae, Ponerini)
- Emery, C. 1911e. Himenópteros. Familia. Formicidae. Subfamilia. Ponerinae. Genera Insectorum 118: 1-125 (página 60, Odontoponera in Ponerinae, Ponerini [subtribu Pachycondylini])
- Esteves, FA, Fisher, BL 2021. Corrieopone nouragues gen. nov., sp. nov., una nueva Ponerinae de la Guayana Francesa (Hymenoptera, Formicidae). ZooKeys 1074, 83–173 (doi: 10.3897/zookeys.1074.75551 ).
- Forel, A. 1900 y siguientes. Les Formicides de l'Empire des Indes et de Ceylan. Parte VII. J. Bombay Nat. Historia. Soc. 13: 303-332 (página 314, Odontoponera in Ponerinae, Ponerini)
- Forel, A. 1917. Cadre synoptique actuel de la faune universelle des fourmis. Toro. Soc. Ciencia vaudoise. Nat. 51: 229-253 (página 237, Odontoponera in Ponerinae, Ponerini)
- Kreider, JJ, Chen, TW, Hartke, TR, Buchori, D., Hidayat, P., Nazarreta, R., Scheu, S., Drescher, J. 2021. La conversión de la selva tropical a monocultivos favorece a las hormigas generalistas con grandes colonias. Ecosphere 12 (doi: 10.1002/ecs2.3717 ).
- Larabee, FJ, Suárez, AV 2014. Evolución y morfología funcional de las hormigas de mandíbula trampa (Hymenoptera: Formicidae). Noticias Mirmecológicas 20: 25-36.
- Mayr, G. 1862. Myrmecologische Studien. Verh. KK. Zool.-Bot. Ges. Wien 12: 649-776 (página 717, Odontoponera como género; página 713, Odontoponera in Ponerinae [Poneridae] (diagnóstico en clave))
- Mayr, G. 1865. Formicidae. En: Reise der Österreichischen Fregatte "Novara" um die Erde in den Jahren 1857, 1858, 1859. Zoologischer Theil. Bd. II. Abt. 1. Viena: Sohn de K. Gerold, 119 págs. (página 12, Odontoponera in Ponerinae (Poneridae))
- Schmidt, CA y Shattuck, SO 2014. Clasificación superior de la subfamilia de hormigas Ponerinae (Hymenoptera: Formicidae), con una revisión de la ecología y el comportamiento de las ponerinas. Zootaxa 3817, 1–242 (doi: 10.11646/zootaxa.3817.1.1 ).
- Wheeler, WM 1910b. Hormigas: su estructura, desarrollo y comportamiento. Nueva York: Columbia University Press, xxv + 663 págs. (pág. 135, Odontoponera in Ponerinae, Ponerini)
- Wheeler, WM 1922i. Hormigas de la expedición del Museo Americano al Congo. Una contribución a la mirmecología de África. VII. Claves para los géneros y subgéneros de hormigas. Bull. Am. Mus. Nat. Hist. 45: 631-710 (pág. 646, Odontoponera en Ponerinae, Ponerini)

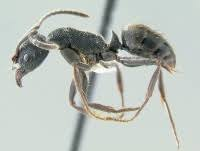
odontoponera